# (3946) Shor
(3946) Shor es un asteroide perteneciente al cinturón de asteroides, descubierto el 5 de marzo de 1983 por Liudmila Karachkina desde el Observatorio Astrofísico de Crimea (República de Crimea).

## Designación y nombre
Designado provisionalmente como 1983 EL2. Fue nombrado Shor en honor al astrónomo ruso Viktor Abramovich Shor.